# Joachim Schwermer
Joachim Schwermer (* 26. Mai 1950 in Kulmbach) ist ein deutscher Mathematiker, der sich insbesondere mit Zahlentheorie beschäftigt.

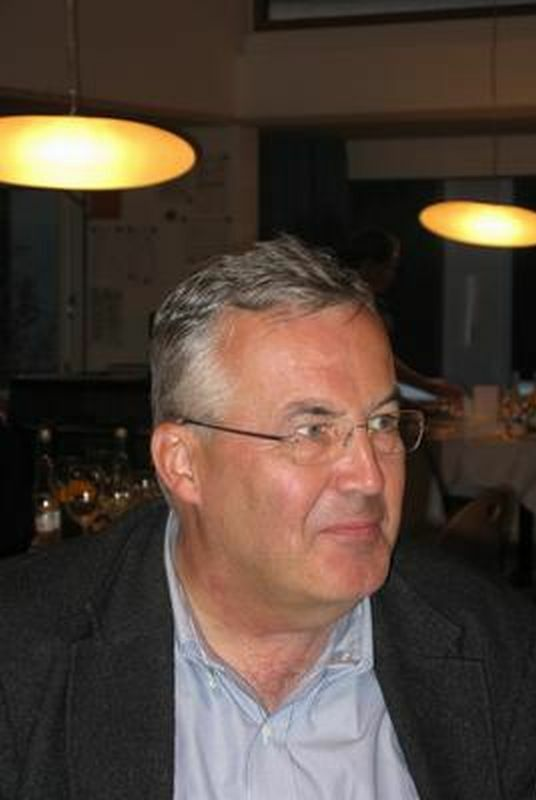
Joachim Schwermer in Oberwolfach 2010

Schwermer studierte nach seinem Abitur 1969 am Aloisiuskolleg in Bad Godesberg an der Universität Bonn Mathematik. Nach seinem Diplom im Jahr 1974 wurde er 1977 bei Günter Harder promoviert (Eisensteinreihen und die Kohomologie von Kongruenzuntergruppen von {\displaystyle SL_{n}(\mathbb {Z} )}). 1982 habilitierte er sich in Bonn. Ab 1986 war er Professor an der Katholischen Universität Eichstätt. 1998 wechselte er an die Universität Düsseldorf und schließlich im Jahr 2000 an die Universität Wien. Dort wirkte er bis zu seiner Emeritierung im Jahr 2017 als Universitätsprofessor sowie parallel von 2004 bis 2016 als wissenschaftlicher Direktor am Erwin-Schrödinger-Institut für Mathematische Physik.
1980/81 war Schwermer am Institute for Advanced Study. 1987 wurde er mit dem Gay-Lussac-Humboldt-Preis ausgezeichnet.
Im Juni 2016 veranstaltete das Max-Planck-Institut für Mathematik aus Anlass von Schwermers 66. Geburtstag eine Konferenz über die Kohomologie arithmetischer Gruppen.
Schwermer befasst sich mit algebraischen Gruppen in der Zahlentheorie, arithmetischer Geometrie, Lie-Gruppen, automorphen Funktionen und L-Funktionen. Er verfasste auch Aufsätze über Geschichte der Mathematik, zum Beispiel über Helmut Hasse, Hermann Minkowski, Emil Artin.

## Schriften
- Kohomologie arithmetisch definierter Gruppen und Eisensteinreihen (= Lecture Notes in Mathematics. 988). Springer, Berlin u. a. 1983, ISBN 3-540-12292-3, doi:10.1007/BFb0070268.
- Über Reziprozitätsgesetze in der Zahlentheorie. In: Horst Knörrer, Claus-Günther Schmidt, Joachim Schwermer, Peter Slodowy: Arithmetik und Geometrie. Vier Vorlesungen (= Mathematische Miniaturen. 3). Birkhäuser, Basel u. a. 1986, ISBN 3-7643-1759-0, doi:10.1007/978-3-0348-5226-5_2, S. 29–69.
- als Herausgeber mit Jean-Pierre Labesse: Cohomology of arithmetic groups and automorphic forms. Proceedings of a conference held in Luminy/Marseille, France, May 22–27, 1989 (= Lecture Notes in Mathematics. 1447 = Lecture Notes in Mathematics. Subseries. Mathematisches Institut der Universität und Max-Planck-Institut für Mathematik, Bonn. 15). Springer, Berlin u. a. 1990, ISBN 3-540-53422-9, doi:10.1007/BFb0085723.
- mit Jens Carsten Jantzen: Algebra. Springer, Berlin u. a. 2006, ISBN 3-540-21380-5, doi:10.1007/3-540-29287-X.
- Minkowski, Hensel, and Hasse: On the Beginnings of the Local-Global Principle. In: Jeremy J. Gray, Karen Hunger Parshall (Hrsg.): Episodes in the History of Modern Algebra. (1800–1950) (= History of Mathematics. 32). American Mathematical Society u. a., Providence RI u. a. 2007, ISBN 978-0-8218-6904-8, doi:10.1090/hmath/032/08, S. 153–177.
- als Herausgeber mit Catherine Goldstein, Norbert Schappacher: The Shaping of Arithmetic after C. F. Gauss’s Disquisitiones Arithmeticae. Springer, Berlin u. a. 2007, ISBN 978-3-540-20441-1 (darin von Schwermer: Reduction theory of quadratic forms: towards räumliche Anschauung in Minkowski’s Early Work. S. 483–504, doi:10.1007/978-3-540-34720-0_18; mit Della D. Fenster: Composition of Quadratic Forms: An Algebraic Perspective. S. 145–158, doi:10.1007/978-3-540-34720-0_5).